# 173e régiment d'infanterie (France)
Pour les articles homonymes, voir 173e régiment.
Le 173e régiment d'infanterie (173e RI) est un régiment d'infanterie de l'Armée de terre française. Il est créé en 1794 sous la Révolution sous le nom de 173e demi-brigade de première formation puis dissout dès 1796. Recréé en 1913, il est alors attaché à la Corse. Il combat pendant la Première et la Seconde Guerre mondiale. Il est définitivement dissous en 2001.

## Création et différentes dénominations
- 1794 : Création de la 173e demi-brigade de première formation ;
- 1796 : dissoute ;
- 1913 : Création du 173e régiment d'infanterie ;
- 1914 : à la mobilisation, il met sur pied son régiment de réserve, le 373e régiment d'infanterie ;
- 1926 : 173e régiment d'infanterie alpine (RIA) ;
- 1939 : 173e RIA devient la 173e demi-brigade d'infanterie alpine (DBIA) ;
- 1940 : 173e bataillon autonome de Corse ;
- 1942 : disloqué ;
- 1944 : 173e régiment d'infanterie alpine ;
- 1946 : dissous ;
- 1951 : 173e régiment d'infanterie de réserve ;
- 1963 : 1re compagnie du 173e RI ;
- 2001 : dissoute.

À noter que le régiment était pour l'essentiel recruté en Corse pour les hommes du rang. Idem pour le 373e. D'où la présence de la tête de Maure, d'une tour génoise, d'un châtaignier (bogues et feuilles) et d'un sapin (symbolisant les pins) sur l'insigne.

## Colonels/ chef-de-brigade
- colonel Chatillon (2 août 1914 - 28 août 1914) ;
- colonel Bourg (29 août 1914 - octobre 1914) ;
- colonel Chatillon (octobre 1914 - juin 1915) ;
- colonel Charles Desthieux (juin 1915 - juillet 1915) ;
- colonel Steinmetz (juillet 1915 - mars 1916) ;
- colonel Demaret (mars 1916 - septembre 1916) ;
- colonel Bizard (septembre 1916 - septembre 1917) ;
- lieutenant-colonel Primat (septembre 1917 - décembre 1917) ;
- lieutenant-colonel Houssais (décembre 1917 - octobre 1918) ;
- lieutenant-colonel Plan (octobre 1918) ;
- lieutenant-colonel Vinot (1939 - 1940)[1] ;
- lieutenant-colonel Quivron (1991 - 1994).

## Historique des garnisons, combats et batailles du régiment

### Sous la Révolution
Dans l’histoire de l’Infanterie française, le numéro 173 est attribué pour la première fois à la 173° Demi-Brigade, créée le 26 mars 1793, dans la région de Longwy et Thionville. Composée de 3 bataillons, elle s’illustre lors des combats de Belgique, à Fleurus (juin 1794) et à Sprimont (septembre 1794). À la suite d’une restructuration, elle perd les 1er et 2e bataillons le 8 février 1796, puis, le 3e bataillon le 9 mars de la même année. Elle a seulement vécu et combattu pendant deux ans. Les batailles de Fleurus et Sprimont sont inscrites sur son Drapeau.

### Création
Le 173e Régiment d’Infanterie était prévu par la loi des cadres du 23 décembre 1912. Héritier des traditions de cette Brigade, le 173° Régiment d’Infanterie est créé le 15 avril 1913 à Nice. Il reçoit son Drapeau des mains du Président de la République, le 14 juillet 1913, à Paris.
En septembre 1913, cette nouvelle unité tient garnison en Corse, à la caserne Marbeuf. En effet, en septembre 1913, le 173e R.I. permuta avec le 163 R.I. ; il se rattachait aux traditions d’une demi brigade de Bataille des armées de la 1ère République dans l’organisation de 1793 à 1796.
A Bastia il y avait : le colonel, le drapeau, l’état-major et le 4e bataillon.
En septembre 1913, le 173e R.I. arrive en Corse et occupe les mêmes garnisons que le régiment qu’il relève. Son déploiement est le suivant :
| Garnison  | Unités                             |
| --------- | ---------------------------------- |
| Bastia    | Chef de corps-Drapeau-4e bataillon |
| Ajaccio   | 2e bataillon au complet            |
| Corte     | 3e bataillon moins une compagnie   |
| Calvi     | 1 compagnie du 3e bataillon        |
| Bonifacio | 1er bataillon moins une compagnie  |
| Sartène   | 1 compagnie du 1er bataillon       |

### Grande Guerre
Le 1er août 1914, le lieutenant-colonel Chatillon reçoit à Bastia, le télégramme ordonnant la mobilisation générale. Ce régiment, qui jusqu’alors était composé de continentaux, devint un régiment composé essentiellement de Corses, les réservistes de l’île y étant incorporés. La mobilisation générale est décrétée le 2 août 1914. Le 173e R.I. se regroupe très vite à Ajaccio et embarque le 9 août au soir. Le lendemain, il débarque à Marseille et est dirigé par voie ferrée vers l’est de la France. Le 15 août, il prend position au sud-est de Nancy.
La grande guerre commence et le régiment ne tarde pas à connaître la longue et dure épreuve du feu.
- 1914 :
  - Mobilisation le 2 août 1914 à Bastia. 9 août, départ pour Marseille ;
  - 15 août : Xousse puis Ommeray.
  - 20 août : Bataille de Morhange (1914).
  - Engagement en Lorraine. Bataille de la Marne.

- 1915 : Les Éparges, La Champagne…

- 1916 :
  - Verdun, La Somme…
  - Verdun / cote 304 / bois d'avocourt.

- 1917 : Verdun, chemin des Dames…
- 1918 : Verdun, Saint-Quentin…[2]

- Décembre 1918 à août 1919 : le 173e R.I. fait partie des régiments d’infanterie désignés pour occuper la Rhénanie. Le régiment stationne à Wiesbaden.
- Le 14 juillet 1919 : Le chef de corps, et le Drapeau du 173e R.I, participent au défilé de la victoire, sous l’Arc de Triomphe et sur les Champs Élysées à Paris.

Le 1er janvier 1920, le Drapeau du 173e R.I. retrouve la Corse. Il est accueilli avec enthousiasme et émotion à Bastia. De retour après plus de 2000 jours d’absence, l’épopée du « régiment des Corses » se termine.
Le drapeau du 173e porte dans ses plis le souvenir de 77 officiers, 263 sous-officiers et 3021 hommes de troupe tombés au champ d’honneur. En comptant les disparus, le total des pertes s'élève à 3 514 hommes, soit la valeur de son effectif.
À la fin de la Première Guerre Mondiale, les pertes occasionnées par la guerre portent un coup sévère à l'économie insulaire, qui manque de main-d’œuvre.

### Après guerre (1920-1925)
De 1920 à 1925, le régiment composé de trois bataillons, tient toujours garnison en Corse. Son implantation est semblable à celle d’avant la guerre :
| Garnisons | Unités                                | Devise                 |
| --------- | ------------------------------------- | ---------------------- |
| Bastia    | Chef de corps- Drapeau- 1er bataillon | « Toujours plus haut » |
| Ajaccio   | 2e bataillon                          | « Mieux qu’hier »      |
| Corte     | 3e bataillon moins deux compagnies    | « Je veille »          |
| Bonifacio | Une compagnie du 3e bataillon         | idem                   |
| Calvi     | Une compagnie du 3e bataillon         | idem                   |

### Campagne du Maroc (1925)
En 1925, les évènements qui se déroulent au Maroc exigent l’envoi de renforts. Le 173e R.I. est désigné pour fournir un bataillon. C’est le 1er bataillon qui quitte Bastia, le 30 août 1925, à l’effectif de 631 cadres et hommes. La campagne se déroule du mois de septembre au début de novembre 1925. Le 19 novembre, l’ensemble du personnel est de retour à Bastia.
Le Commandement des troupes au Maroc, félicite le bataillon pour son comportement sur la terre africaine.

### Entre-deux-guerres (1925-1939)
En février 1926, le régiment change de structure et devient, par filiation directe, le 173e Régiment d’Infanterie Alpine. Il est alors équipé en régiment de montagne à l’effectif de 1600 hommes.
Jusqu’en 1939, toujours dans ses garnisons traditionnelles, il poursuit sa mission de défense l’île contre les éventuelles aspirations italiennes.

### Seconde Guerre mondiale
Le 173e devient le 29 août 1939 la 173e demi-brigade d'infanterie alpine, formée par le centre mobilisateur d'infanterie no 156. Constitué de quatre bataillons, dotés d'une section d'éclaireurs-skieurs, il part pour le continent. Il est rattaché à la 44e division d'infanterie à sa formation en mars 1940, avec trois bataillons et sans compagnie antichar.
Stationné en Alsace autour de Saverne en mai 1940, il combat pendant la bataille de France de Mai à juin 1940. Le régiment rejoint le nord-ouest de Reims et combat dans l’Aisne, à Epernay, et à Troyes. Les trois bataillons se battent énergiquement et ne sont jamais enfoncés par l’ennemi.
Pendant cette courte campagne, « les Corses » perdent 272 hommes, 367 prisonniers et 713 disparus.
La vaillance au feu du 173e R.I.A est reconnue : Le général Delmas avait écrit en s’adressant aux jeunes soldats du 173e :
« j’atteste solennellement la vaillance au feu des Corses qui furent engagés sur le front de l’Aisne, Ils ne furent nulle part enfoncés, ils ne se replièrent que sur ordre, étant déjà encerclés… jeunes soldats, vous êtes les héritiers de vieilles traditions militaires de la Corse. »
La croix de guerre 1939-1940, avec une citation à l’ordre de l’Armée, est attribuée au Drapeau du 173e Régiment d’Infanterie Alpine.
Après l’Armistice de juin 1940, l’Allemagne autorise la France à conserver, sous conditions, une armée réduite, surnommé l'Armée d'Armistice. Le 173e en fait partie sous le nom de 173e bataillon autonome, créer le 22 juin 1940. Il stationne à Bastia, Tattone et Ajaccio.
Lors de l'invasion de la zone libre en novembre 1942, le général Mollard essaie de soulever le bataillon pour qu'il combatte les Italiens mais le 173e est dispersé. Cette unité, aux missions imprécises et délicates, dans une île occupée par les Italiens, est dissoute le 4 décembre 1942. Son drapeau est caché jusqu'à la libération de l'île.
Le 173e était doté d'un terrain d'aviation, duquel a décollé Antoine de Saint-Exupéry le 31 juillet 1944 pour son ultime vol durant lequel son avion sera abattu[réf. nécessaire].
Sur le continent, après le débarquement des alliés le 6 juin 1944, les jeunes résistants des F.F.I. sont intégrés et amalgamés à l’Armée de la Libération venue d’Afrique. Ainsi, les F.F.I.de l’Aude et de l’Héraut sont-ils constitués en un régiment qui sera créé le 16 février 1945 sous le numéro et l’appellation de 173° Régiment d’Infanterie Alpine. Avec un effectif d’environ 1500 hommes, ce régiment reçoit le Drapeau du glorieux 173e R.I. Mal encadré, doté d’un équipement hétéroclite, peu crédible tactiquement, le nouveau 173° n’est pas engagé dans les combats de la Libération.
Il est dissout le 31 octobre 1945.

### De 1945 à nos jours
Il faut attendre le 1er avril 1951, pour que soit créé à Corte, le Centre Mobilisateur du 173e Régiment d’infanterie. Ce centre sera dissout le 28 février 1963
Entre-temps, le 1er janvier 1963 est mise sur pied, à Ajaccio et à Bastia, la 1ère Compagnie du 173e Régiment Divisionnaire. Cette Compagnie a une vie éphémère car elle est dissoute le 31 août 1966. Le 1er septembre 1966, le Centre Mobilisateur 173 est créé à Bastia. Le 30 novembre 1966, il change d’appellation et devient la Compagnie de Secteur n° 173 à compter du 1er décembre de la même année.
Le 3 mars 1976, par un nouveau changement d’appellation, la compagnie de secteur devient la 173e Compagnie Divisionnaire. Sa vie reste très brève, car elle est dissoute  l’année suivante, le 30 novembre 1977.
Le 1er décembre 1977,  la compagnie divisionnaire, par changement d’appellation, devient le « Centre Mobilisateur 173-173e Régiment d’Infanterie » Cette formation assure, pendant 25 ans, la mission de mobilisation en Haute Corse. Elle est à son tour dissoute le 30 juin 1997. Le 1er juillet de la même année, la mission de mobilisation du 173e R.I. est alors transférée au Groupement de Soutien de la Corse, à Ajaccio. Ce groupement soutiendra le 173e R.I. jusqu’au 30 juin 2001, date de la dissolution simultanée des deux formations.
De 1951 à 2001, pendant cette période très fertile en matière de réorganisations et de changement d’appellations, il faut noter que le numéro «173 »,  a toujours été sauvegardé sous des formes diverses. Cependant, ce n’est que lors de la réorganisation territoriale de 1974, qu’un vrai régiment d’infanterie de réserve sera affecté à la Haute Corse. Pour mémoire, la Corse du Sud, verra la création du 373e Régiment d’Infanterie de réserve le 1er Octobre 1979.
Le 1er octobre 1974, est créé le 173e Régiment d’Infanterie Divisionnaire, héritier des traditions du « régiment des Corses » de 1914 à 1942.
Sous les appellations successives de Régiment Divisionnaire (1974-1984), de Régiment Interarmes Divisionnaire (1984-1985), et de Régiment d’Infanterie (1985-2001),  mais toujours sous le numéro « 173 », l’État-major de l’Armée de Terre  a tenu à conserver ce symbole fort, qui traduit l’attachement de la Corse à « son » régiment

### Dissolution du173erégiment d'infanterie de réserve
Le régiment majoritairement composé d'appelés du contingent, il entama son déclin à la fin du service militaire obligatoire en 1997, jusqu'à être dissous définitivement le samedi 30 juin 2001. Les locaux du 173e sont transformés en centre d'entraînement pour la Gendarmerie mobile de Haute-Corse.
Le reste des effectifs est transféré dans une compagnie créée au 2e régiment étranger de parachutistes (2e REP) à Calvi.

## Drapeau
Il porte, cousues en lettres d'or dans ses plis, les inscriptions suivantes :
- Fleurus 1794
- Sprimont 1794
- Verdun 1916
- Le Matz 1918
- Montdidier 1918
- Saint-Quentin 1918

## Décorations
Sa cravate est décorée de la Croix de Guerre 1914-1918  avec 4 palmes et de la Croix de guerre 1939-1945  avec 1 palme.
Il a le droit au port de la fourragère aux couleurs du ruban de la Médaille militaire décernée le 13 novembre 1918.

## Insigne
Écusson argenté tour sapin châtaignier, triangle bleu, Corse blanche, tête de maure et banderole bleue.

### Insigne des bataillons

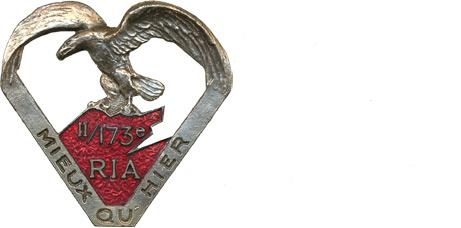
Insigne du 2e bataillon du 173e RIA, Mieux qu’Hier.
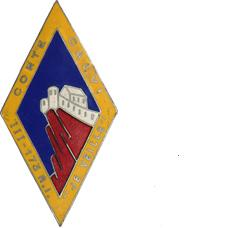
Insigne du 3e bataillon du 173e RIA, Corté-Calvi.

## Devise
Aiò Zitelli : en langue corse, Allons enfants (les premiers mots de l’hymne national français, la Marseillaise). Il fait aussi référence aux jeunes gens qui constituaient le régiment en 1914-1918.

## Personnalités ayant servi au173eRI
- L’ecclésiastique Mgr Pierre-Marie Théas y combat pendant la Première Guerre mondiale ;
- Le poète et éditeur Pierre Seghers y accomplit son service militaire vers 1927 comme fantassin de 2e classe ;
- Le résistant Ange Defendini y est mobilisé en 1939-1940.

## Sources et bibliographie
- Archives militaires du Château de Vincennes.
- À partir du Recueil d'Historiques de l'Infanterie Française (Général Andolenko - Eurimprim 1969).
- Tomes 1 et 2 de la bande dessinée « Aiò Zitelli », de Bertocchini, Espinosa, et Sayago. Éditions Albiana.